# Cupa României (baschet feminin)
Cupa României la baschet feminin este o competiție sportivă organizată de Federația Română de Baschet deschisă participării cluburilor de baschet. Echipa cea mai titrată a competiției este CSM Târgoviște și Sepsi Sfântu Gheorghe, ambele cu câte 10 trofee.

## Format
Competiția începe prin meciurile preliminare, după care se joacă Final Four-ul, incluzând și o finală mică. Se dispută un singur meci pentru a decide echipa calificată.

## Istorie
După o perioadă de acalmie, cauzată și de cel de-al Doilea Război Mondial, în 1945, baschetul este revigorat cu sprijinul Organizației Sportului Popular, care programează campionate școlare și universitare, precum și întreceri sindicale inter-orașe. Prima ediție a Cupei Orașelor (o precursoare a viitoarei cupe a României) este câștigată de “Viforul Dacia” la masculin și de “Sportul Studențesc” la feminin.

## Câștigătoare după ediții
- 1965 - București XI
- 1966 - Progresul București
- 1967 - Progresul București
- 1968 - Politehnica București
- 1969 - Rapid București
- 1970 - nu s-a desfășurat
- 1971 - nu s-a desfășurat
- 1972 - nu s-a desfășurat
- 1973 - nu s-a desfășurat
- 1974 - nu s-a desfășurat
- 1975 - nu s-a desfășurat
- 1976 - Sportul Studențesc
- 1977 - Politehnica București
- 1978 - nu s-a desfășurat
- 1979 - nu s-a desfășurat
- 1980 - Politehnica București
- 1981 - Voința București
- 1982 - nu s-a desfășurat
- 1983 - nu s-a desfășurat
- 1984 - nu s-a desfășurat
- 1985 - nu s-a desfășurat
- 1986 - nu s-a desfășurat
- 1987 - nu s-a desfășurat
- 1988 - Voința București
- 1989 - nu s-a desfășurat
- 1990 - nu s-a desfășurat
- 1991 - nu s-a desfășurat
- 1992 - nu s-a desfășurat
- 1993 - nu s-a desfășurat
- 1994 - nu s-a desfășurat
- 1995 - Rapid CFR București
- 1996 - nu s-a desfășurat
- 1997 - nu s-a desfășurat
- 1998 - nu s-a desfășurat
- 1999 - nu s-a desfășurat
- 2000 - nu s-a desfășurat
- 2001 - nu s-a desfășurat
- 2002 - MCM Târgoviște
- 2003 - MCM Târgoviște
- 2004 - MCM Târgoviște
- 2005 - MCM Târgoviște
- 2006 -
- 2007 - MCM Târgoviște
- 2008 - Sepsi Sfântu Gheorghe
- 2009 - MCM Târgoviște
- 2010 - MCM Târgoviște
- 2011 - ICIM Arad
- 2012 - CSM Târgoviște
- 2013 - CSM Târgoviște
- 2014 - ICIM Arad
- 2015 - Sepsi Sfântu Gheorghe
- 2016 - Sepsi Sfântu Gheorghe
- 2017 - CSM Târgoviște
- 2018 - Sepsi Sfântu Gheorghe
- 2019 - Sepsi Sfântu Gheorghe
- 2020 -  Sepsi Sfântu Gheorghe
- 2021 - Sepsi Sfântu Gheorghe
- 2022 - Sepsi Sfântu Gheorghe
- 2023 - Sepsi Sfântu Gheorghe
- 2024 - CSM CSU Constanța
- 2025 - Sepsi Sfântu Gheorghe

## Finale
| An   | Câștigătoare          | Scor   | Finalista               | Ref.   |
| ---- | --------------------- | ------ | ----------------------- | ------ |
| 2007 | Biandra Târgoviște    | 78–54  | ICIM Arad               | [ 3 ]  |
| 2008 | Sepsi Sfântu Gheorghe | 74–55  | CSM Sportul Studentesc  | [ 4 ]  |
| 2009 | MCM Târgoviște        | 65–49  | BCT Alexandia           | [ 5 ]  |
| 2010 | MCM Târgoviște        | 103–56 | CSU Municipal Satu Mare | [ 6 ]  |
| 2011 | ICIM Arad             | 66–63  | Sepsi Sfântu Gheorghe   | [ 7 ]  |
| 2012 | CSM Târgoviște        | 73–39  | CSM Sportul Studentesc  | [ 8 ]  |
| 2013 | CSM Târgoviște        | 74–62  | CSU Alba Iulia          |        |
| 2014 | ICIM Arad             | 67–61  | Sepsi Sfântu Gheorghe   | [ 9 ]  |
| 2015 | Sepsi Sfântu Gheorghe | 61–54  | CSU Alba Iulia          | [ 10 ] |
| 2016 | Sepsi Sfântu Gheorghe | 87–49  | Olimpia CSU Brașov      | [ 11 ] |
| 2017 | CSM Târgoviște        | 64–63  | Olimpia CSU Brașov      | [ 12 ] |
| 2018 | Sepsi Sfântu Gheorghe | 62–48  | CSU Municipal Satu Mare | [ 13 ] |
| 2019 | Sepsi Sfântu Gheorghe | 69–65  | CSU Municipal Satu Mare |        |
| 2020 | Sepsi Sfântu Gheorghe | 80–67  | ICIM Arad               | [ 14 ] |
| 2021 | Sepsi Sfântu Gheorghe | 83–55  | CS U Cluj               | [ 15 ] |
| 2022 | Sepsi Sfântu Gheorghe | 59–53  | CSU Municipal Satu Mare | [ 16 ] |
| 2023 | Sepsi Sfântu Gheorghe | 109–63 | ICIM Arad               | [ 17 ] |
| 2024 | CSM CSU Constanța     | 94–83  | CSM Târgoviște          | [ 18 ] |
| 2025 | Sepsi Sfântu Gheorghe | 64–43  | CSM Târgoviște          | [ 19 ] |

## Clasamentul câștigătoarelor
| Club                  | Titluri | Anii câștigători                                           | Alte nume           |
| --------------------- | ------- | ---------------------------------------------------------- | ------------------- |
| MCM Târgoviște        | 10      | 2002, 2003, 2004, 2005, 2007, 2009, 2010, 2012, 2013, 2017 |                     |
| Sepsi Sfântu Gheorghe | 10      | 2008, 2015, 2016, 2018, 2019, 2020, 2021, 2022, 2023, 2025 |                     |
| Politehnica București | 3       | 1968, 1977, 1980                                           |                     |
| Progresul București   | 2       | 1966, 1967                                                 |                     |
| Voința București      | 2       | 1981, 1988                                                 |                     |
| Rapid București       | 2       | 1969, 1995                                                 | Rapid CFR București |
| ICIM Arad             | 2       | 2011, 2014                                                 |                     |
| București XI          | 1       | 1965                                                       |                     |
| Sportul Studențesc    | 1       | 1976                                                       |                     |
| CSM CSU Constanța     | 1       | 2024                                                       |                     |

## Trofee pe orașe
| AradBucureștiCSM CSU ConstanțaSepsi SICTârgoviște Locațiile campioanelor din România. · Albastru: peste 10 titluri; Verde: 6-10 titluri; Galben: 2-5 titluri; Roșu: un titlu. | BC Politehnica RapidSportulVoința BucureștiȘtiința București Campioanele din București. · Albastru: peste 10 titluri; Verde: 6-10 titluri; Galben: 2-5 titluri; Roșu: un titlu. |

| Regiune      | Județe    | Orașe           | Titluri | Cluburi |
| ------------ | --------- | --------------- | ------- | --- |
| Muntenia     | București | București       | 11      | BC Politehnica București (3), Rapid București (2), Progresul București (2), Voința București (2), București XI (1), Sportul Studențesc București (1) |
| Muntenia     | Dâmbovița | Târgoviște      | 10      | CSM Târgoviște (10) |
| Transilvania | Covasna   | Sfântu Gheorghe | 10      | ACS Sepsi SIC Sfântu Gheorghe (10) |
| Crișana      | Arad      | Arad            | 2       | ICIM Arad (2) |
| Dobrogea     | Constanța | Constanța       | 1       | CSM CSU Constanța (1) |